# 須賀工業
須賀工業株式会社（すがこうぎょう）は、東京都江東区富岡に本社を置く設備工事会社。

## 概要
- 企業名　須賀工業株式会社
- 沿革
  - 1901年（明治34年）　創業
  - 1925年（大正14年）　設立
- 代表者　代表取締役社長 津田端孝
- 資本金　19億5000万円
- 事業内容　給排水・空調を中心とした設備の設計施工
- 本社所在地　東京都江東区富岡一丁目26番20号
  - 支社　大阪府大阪市西区土佐堀一丁目2番30号